# Гібридні графічні редактори
Гібри́дний графічний реда́ктор — растрово-векторний редактор, програма, забезпечує інтерактивну роботу з векторною і растровою графікою одночасно за допомогою набору спільних інструментів для обох форм представлення графіки, з можливістю їх взаємного перетворення. 
- дозволяє працювати з растровою і векторною графікою одночасно і перетворювати одну в іншу.
- обробкою електронних креслень, отриманих за допомогою сканування, є програма, яка дозволяє швидко вносити зміни безпосередньо в растрову форму подання вихідних креслень

Векторизація і растеризація — специфічні парні функції гібридного редактора, що забезпечують двонаправлене перетворення графічних об'єктів. Крім того, такі функції здійснюються окремо за допомогою програм-векторизатор (векторизація) і в растрових редакторах при імпорті векторних файлів (растеризація). 
Реалізація процесу перетворення растрової графіки у векторну в гібридному редакторі може мати деякі особливості. Так, вона може відбуватися не відразу, а поступово, під час усього життєвого циклу відсканованого креслення, при внесенні до нього змін і додавань у векторній формі. Поступово частка векторної графіки буде зростати, поки весь креслення не перетвориться на векторний. Крім того, можлива поетапна векторизация шляхом трасування растра. Якщо ж потрібно перевести все креслення у векторну форму, для цього може бути використана безпосередня векторизація, проведена програмами-векторизатор, наприклад Vectory. 
Найпопулярнішими гібридними графічними програмами є: Spotlight; RasterDesk